# HexaMRL

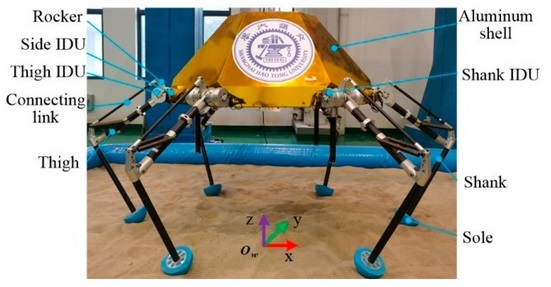
HexaMRL (Prototyp)

HexaMRL (chinesisch 六足移动着陆器, Pinyin Liù Zú Yídòng Zhuólùqì; das „MRL“ steht für Movable Repetitive Lander) ist der Arbeitstitel einer in Entwicklung befindlichen Kleinsonde des Nationalen Schwerpunktlabors für mechanische Systeme und Schwingung an der Fakultät für Maschinenbau der Jiaotong-Universität Shanghai. Sie kann mittels sechs Gruppen von Triebwerken und sechs Beinen sowohl fliegen als auch schreiten.
Ein Einsatz im Rahmen der Internationalen Mondforschungsstation ist angedacht.

## Übersicht
Die Stoßdämpfung in den Landebeinen von Mondsonden erfolgt seit dem Surveyor-Programm der 1960er Jahre durch Aluminiumwaben, die beim Aufsetzen – die Landung erfolgt zur Staubvermeidung auf den letzten Metern im freien Fall – zusammengedrückt werden, beim Chang’e-3-Bus zusätzlich noch durch Stangen aus TWIP-Stahl, die nach Kraftumlenkung in die Länge gezogen werden.
Dies hat den Nachteil, dass die Sonde nach der Landung unbeweglich ist; sie kann, selbst wenn sie genügend Treibstoff hätte, nicht wieder abheben und erneut landen.
Bei dem 1,2 t schweren Prototypen eines mobilen, vierbeinigen Landers, den Wissenschaftler von der Fakultät für Raumfahrttechnik der Universität für Luft- und Raumfahrt Nanjing 2021 gebaut hatten, besaßen die Beine zwar jeweils drei Freiheitsgrade, er konnte sich langsam schreitend auch über unebenes Gelände bewegen, für die Stoßdämpfung bei der Landung mit 4 m/s wurden aber wieder Aluminiumwaben verwendet. Das Gerät konnte zwar an einer sicheren Stelle landen und sich dann „zu Fuß“ auf Erkundung begeben, aber ebenfalls nicht starten und ein zweites Mal landen.
An dem an der Fakultät für Maschinenbau der Jiaotong-Universität Shanghai angesiedelten Nationalen Schwerpunktlabor für mechanische Systeme und Schwingung (机械系统与振动国家重点实验室) befasste man sich seit 2016 mit einem vierbeinigen, für die Erkundung von Himmelskörpern gedachten Roboter, wobei man sich allerdings zunächst auf die sichere Fortbewegung konzentrierte und das Problem der Landung zurückstellte.
Dieses, seinerzeit von Guo Weizhong (郭为忠) geleitete Projekt wurde bereits von der Nationalen Stiftung für Naturwissenschaften gefördert.
Unter der Leitung von Gao Feng (高峰) und weiterhin gefördert von der Stiftung für Naturwissenschaften verlegte man sich anschließend auf einen sechsbeinigen Roboter. Dadurch erhöhte sich zwar das Gewicht des Landers, man erzielte so jedoch eine Redundanz, die es ermöglichte, unter gewissen Umständen auch bei Beschädigung von bis zu drei Beinen noch weiterzuarbeiten.

## Aufbau und Funktion

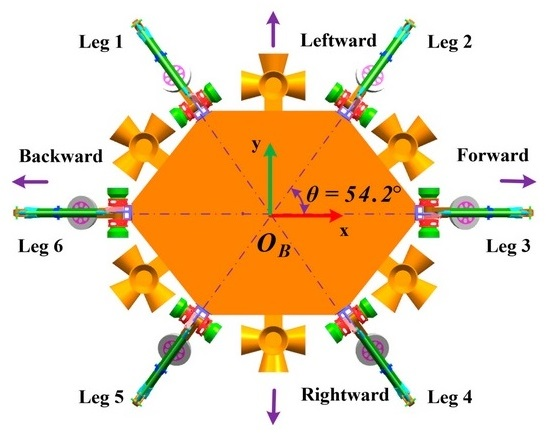
Anordnung der Triebwerke und Beine

Der am Schwerpunktlabor für mechanische Systeme und Schwingung gebaute Prototyp der Kleinsonde wiegt inklusive einer 20 kg schweren, später mit Solarzellen besetzten Schutzhaube 60 kg und kann zusätzlich 140 kg transportieren. Diese 140 kg verteilen sich auf Triebwerke und Treibstofftanks, Navigationssysteme, einen Bagger oder einen Kernlochbohrer (nicht beides) sowie ein Gerät zur Untersuchung der Proben auf Wasser- und organische Moleküle, insbesondere Methan. Zum Vergleich: die Aufstiegsstufe von Chang’e 5 wog 500 kg.
HexaMRL besitzt einen sechseckigen Grundriss, wobei alle Seiten des Sechsecks gleich lang, aber nicht in gleichem Winkel angeordnet sind; das Gehäuse der Sonde ist 1,35 m lang, aber nur 0,94 m breit. Die Schutzhaube ist 75 cm hoch. An den Seiten der Sonde sind sechs Gruppen von Triebwerken angeordnet, die einen Flug von einem Krater über den Kraterrand in einen Nachbarkrater ermöglichen.
An jeder Ecke des Gehäuses befindet sich ein Landebein mit jeweils drei Freiheitsgraden. Da das Gerät beim Landen kurzfristig in die Knie geht (siehe unten), ist seit Sommer 2021 kein Haupttriebwerk auf der Unterseite des Gehäuses mehr vorgesehen – die Düse könnte hierbei auf den Boden stoßen und beschädigt werden.

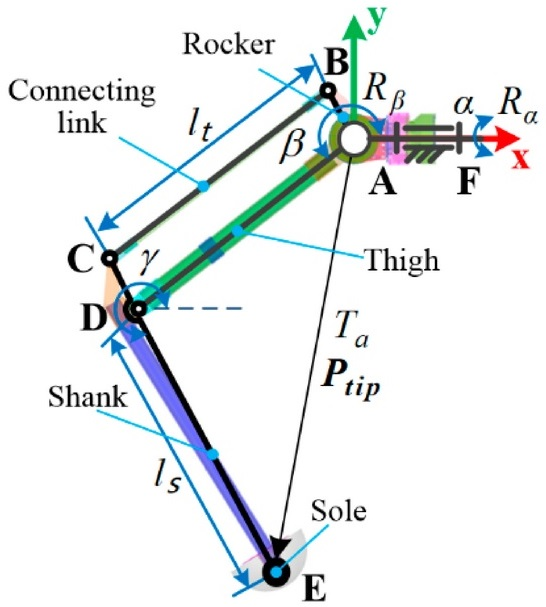
Landebein

Um die Marschgeschwindigkeit zu erhöhen, wurden die Beine wesentlich schlanker gestaltet als bei dem Modell der Universität für Luft- und Raumfahrt Nanjing. Die Sonde ist für eine Landung mit einer Restgeschwindigkeit von 1,9 m/s ausgelegt. Das Abfedern des Impulses beim Aufsetzen erfolgt, ähnlich wie bei der Asteroidensonde Tianwen-2, über elektromagnetische Bremsen in den Antriebsmotoren der Beine, die hier alle am „Hüftgelenk“ angeordnet sind. Der „Unterschenkel“ wird von dort aus über eine Zugstange bewegt. Die Steuerung der Bremsen erfolgt über aktive Impedanzregelung.
Aus Platzersparnisgründen sind die Beine während des Transports um 90° um die Achse A–F gedreht und um das Gehäuse gewickelt. Erst beim Einsatz auf dem Mond werden sie in ihre reguläre Position gebracht. Im Idealfall landet die Sonde mit allen sechs Beinen auf einer horizontalen Fläche. Die Wissenschaftler um Gao Feng gehen jedoch angesichts der Unwägbarkeiten auf dem Mond davon aus, dass dies möglicherweise nicht gelingen wird. Wesentlich für eine erfolgreiche Landung, bei der die Sonde nicht umkippt, ist, dass sich der Schwerpunkt des Geräts innerhalb des Vielecks befindet, das von den Bodenkontakt besitzenden Beinen gebildet wird.
Wenn nur ein Bein ausfällt, dann ist dies immer der Fall, egal welches Bein betroffen ist. Wenn zwei Beine ausfallen, dann hängt die Stabilität der Sonde, da es auf dem Mond in der Praxis keine völlig ebene Fläche gibt, davon ab, welche beiden Beine betroffen sind – vier von sechs Kombinationen sind stabil. Wenn drei Beine ausfallen, dann ist nur diejenige Kombination stabil, bei der um den Rand herum verteilt abwechselnd jeweils ein Bein Bodenkontakt hat und das nächste nicht.
Um dies in der Praxis zu überprüfen, wurden auf einer Anlage ähnlich derjenigen auf dem Mehrzweck-Versuchsgelände für Landungen auf fremden Himmelskörpern bei Peking (wenn auch wesentlich kleiner) Fallversuche mit simulierter Mondschwerkraft durchgeführt. Nach dem ersten Bodenkontakt ging die Sonde zunächst in die Knie, wie eine Spinne, die ohne Fadensicherung abstürzt. Nach etwa 0,4 Sekunden, während denen der Impuls von den Bremsen in den Gelenken abgefangen wurde, erreichte das Gehäuse seine niedrigste Position. Anschließend federte es wieder nach oben und schwang für etwa 1,8 Sekunden auf und ab, bis die Schwingung gedämpft war und es seine Ruheposition erreicht hatte. Ein verblüffendes Ergebnis war, dass das maximale Drehmoment in den Gelenken bei der fünfbeinigen Landung am größten war, außerdem bewegte sich dort das Gehäuse durch die ungleichmäßige Belastung auch zur Seite, was bei der vierbeinigen (und der dreibeinigen) Landung nicht der Fall war. Bei diesen Versuchen wurden die Beine durch den Landevorgang nicht weiter beschädigt. Die Sonde hätte also mit ihren Triebwerken abheben und zu einer anderen Stelle weiterfliegen können.